# Деревягино (Вологодский район)
Деревягино — деревня в Вологодском районе Вологодской области на реке Рунас.
Входит в состав Старосельского сельского поселения, с точки зрения административно-территориального деления — в Старосельский сельсовет.
Расстояние по автодороге до районного центра Вологды — 57 км, до центра муниципального образования Стризнево — 16 км. Ближайшие населённые пункты — Новгородово, Дор, Скрипилово.
По переписи 2002 года население — 2 человека.